# 関口忠

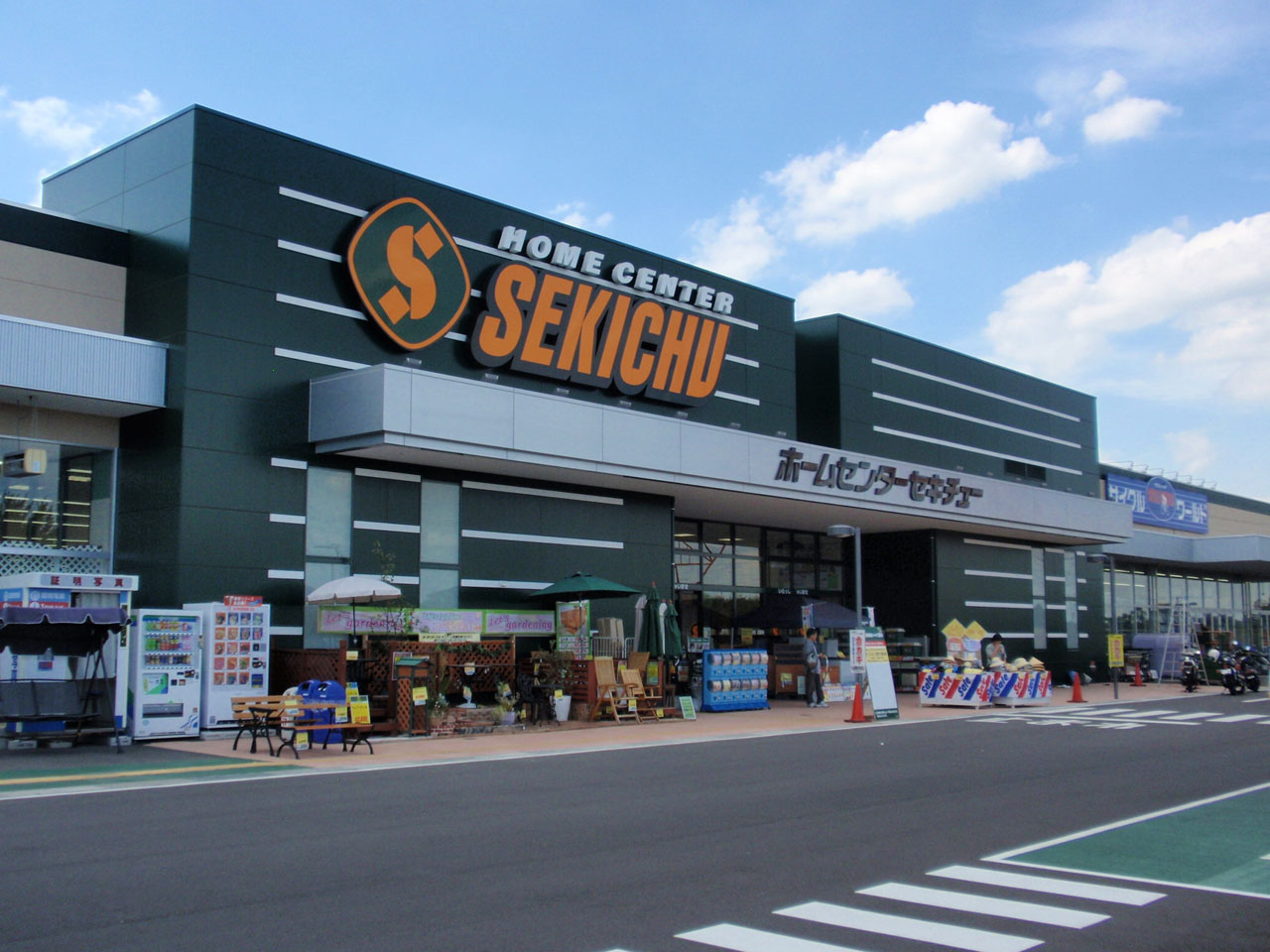
ホームセンター・セキチュー東松山高坂店

関口 忠（せきぐち まこと、1942年5月9日 - 2014年10月10日）は、日本の実業家。セキチュー会長。家業の老舗製材屋から、一代で有数のホームセンターを作り上げた立志伝中の人物である。彼の創業したセキチューは自身の高校時代のニックネーム「関忠」（せきちゅう）に由来し、総合商社の伊藤忠にあやかったものという。

## 経歴
- 1961年、群馬県立桐生高等学校を卒業し、丸宇木材に入社する
- 1962年、実家の関口材木店に入社する
- 1975年、ホームセンター業界に参入し、「セキチュー大間々店」を開店する
- 1977年、社名を株式会社セキチューに変更する
- 1994年、株式を店頭公開
- 2000年、埼玉県上尾市に当時県最大面積の店舗を「セキチュー上尾店」を開店する
- 2003年、神奈川県に出店を果たす